# Едді Гарт
Едвард Джеймс Гарт (англ. Edward James Hart; нар. 24 квітня 1949) — американський легкоатлет, який спеціалізувався в бігу на короткі дистанції.

## Із життєпису
Олімпійський чемпіон в естафеті 4×100 метрів (1972).
Через помилку тренерсько-адміністративного персоналу збірної США, який спирався на невірний розклад стартів, пропустив старт чвертьфінального забігу на 100 метрів на Олімпіаді-1972, внаслідок чого достроково вибув зі змагань за медалі у цій дисципліні.
Ексрекордсмен світу з бігу на 100 метрів та в естафеті 4×100 метрів.
По завершенні легкоатлетичної кар'єри виступав у легкоатлетичних змаганнях ветеранів та був володарем вищого світового досягнення з бігу на 100 метрів для вікової категорії 40-44.

## Основні міжнародні виступи
| Рік  | Змагання         | Місто   | Місце            | Дисципліна | Примітки |
| ---- | ---------------- | ------- | ---------------- | ---------- | -------- |
| 1972 | Олімпійські ігри | Мюнхен  | 1чф              | 100 м      | DNS      |
| 1972 | 1                | 4×100 м | Відео на YouTube |            |          |